# هنري رينغ
هنري رينغ (بالإنجليزية: Henry Ring)‏ (16 مارس 1977 في الولايات المتحدة - ) هو لاعب كرة قدم أمريكي في مركز حراسة المرمى. لعب مع شيكاغو فاير وRochester Rhinos ‏ وMilwaukee Rampage ‏ وCentral Jersey Riptide ‏.

## وصلات خارجية
- هنري رينغ على موقع الدوري الأمريكي (الإنجليزية)
- هنري رينغ على موقع قاعدة بيانات كرة القدم.إي يو (الإنجليزية)